# CEDIA
A klónozott enzimdonor immunoassay (CEDIA) egy kompetitív homogén enzim immunoassay. Ez a vizsgálat egy enzim két komponensű fragmentumát használja, amelyek mindegyike külön-külön inaktív. Megfelelő körülmények között, oldatban ezek a fragmentumok spontán újra összeállhatnak, és aktív enzimet alkotnak. A biokémiai vizsgálatokban való felhasználáshoz az egyik enzimfragmentumot az érdeklődésre számot tartó analithez kötik. Az analit-enzim-fragment-konjugátum még mindig képes újra összeállni a másik enzimfragmenttel, hogy aktív enzimet alkosson. Erre azonban nem képes, ha az analit egy antitesthez kötődik.
A mintában lévő analit mennyiségének meghatározásához egy aliquot mintát kell hozzáadni egy olyan oldathoz, amely enzim-fragment-analit-konjugátumot, a másik enzimfragmentumot, az analit ellen irányuló antitestet és az enzimreakció szubsztrátját tartalmazza. A mintában lévő analit és az enzim-fragment-analit-konjugátum között verseny alakul ki az antitestért. A mintában lévő analit magas koncentrációja azt eredményezi, hogy az enzim-fragment-analit-konjugátum viszonylag kis mennyisége megakadályozza az aktív enzim kialakulását, és így magas enzimaktivitást eredményez. Ezzel szemben az analit alacsony koncentrációja a mintában azt eredményezi, hogy az enzim-szilánk-analit-konjugátum viszonylag nagy mennyiségű enzimet akadályoz meg az aktív enzimképződésben, és ezért alacsony az enzimaktivitás.

## Fordítás
Ez a szócikk részben vagy egészben  a   Cloned enzyme donor immunoassay című angol Wikipédia-szócikk ezen változatának fordításán alapul.  Az eredeti cikk szerkesztőit annak laptörténete sorolja fel. Ez a jelzés csupán a megfogalmazás eredetét és a szerzői jogokat jelzi, nem szolgál a cikkben szereplő információk forrásmegjelöléseként.

## Forrás
•https://en.wikipedia.org/wiki/Cloned_enzyme_donor_immunoassay